# Ravšan Irmatov
Ravšan Irmatov  , uzbekistanski nogometni sodnik, * 9. avgust 1977, Taškent, Uzbekistan. Je eden najboljših Azijskih sodnikov (AFC).V času SZ je bil tudi njegov oče Sayfiddin nogometni sodnik.